# Decima Flottiglia MAS
Decima Flottiglia MAS (italiensk for: "tiende flotille") var en enhed i den italienske flåde 1941-43; det var en italiensk kommandogruppe bestående af frømænd, der blev oprettet under facismen, og hørte under Regia Marina.
Decima MAS var aktiv under Slaget om Middelhavet og deltog i dristige angreb mod allierede skibe. Disse operationer, der involverede torpedobåde (ligesom i sænkningen af HMS York), bemandede torpedoer (som Angrebet på Alexandria, hvor slagskibe HMS Valiant og HMS Queen Elizabeth blev sænket) og Gamma frømænd (mod Gibraltar). Under krigen deltog Decima MAS i mere end et dusin operationer, der sænkede eller beskadigede 5 krigsskibe og 20 handelsskibe på i alt 130.000 tons.
Efter at Benito Mussolini blev styrtet i 1943, trak Italien sig ud af Aksemagterne og sluttede sig til De Allierede. Nogle mænd fra Decima MAS, der var udstationeret i det nordlige Italien under tysk besættelse, blev hyret til at kæmpe for Mussolini i den nydannede Italienske Sociale Republik (Repubblica Sociale Italiana, RSI), bevarede den betegnelse for enheden, men blev primært anvendt som en anti-partisanenhed på land. Andre mænd i Decima MAS, der var i det sydlige Italien eller andre områder under allieret besættelse, sluttede sig til Regia Marina som en del af Mariassalto-enheden.
1. ↑  [regiamarina.net "The origin of the Xa Flottiglia MAS"] (italiensk). Hentet 2017-12-12. {{cite web}}: Tjek |url= (hjælp)

| Militær | Spire Denne artikel om militær er en spire som bør udbygges. Du er velkommen til at hjælpe Wikipedia ved at udvide den. |